# Impedimento (futebol)

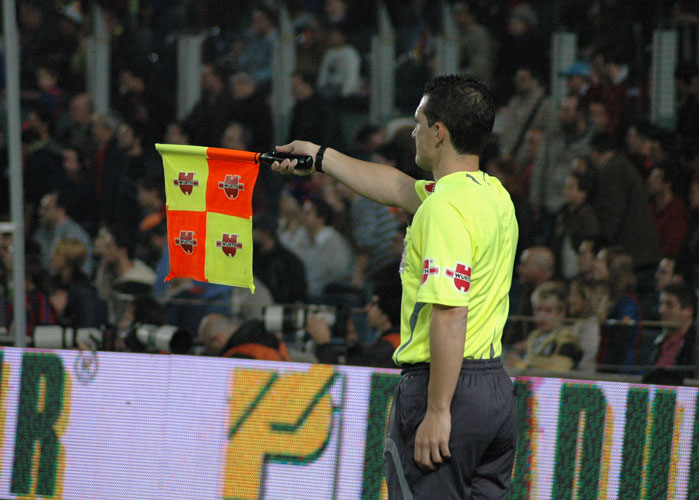
Um árbitro assistente apontando um fora de jogo/impedimento.

O impedimento(pt-BR) ou fora de jogo(pt-PT?) é uma das regras mais complexas do futebol, porque  envolve tanto o conceito de posicionamento em campo quanto a capacidade de avaliação por parte do árbitro da influência que um jogador pode exercer em um lance. Aliado ao fato de que muitas vezes os fatores objetivos desta regra envolvem centímetros e frações de segundo, tudo contribui para tornar o assunto um dos mais polêmicos deste esporte. A regra tem seus aspectos básicos previstos na lei número 11 das leis do futebol. No entanto, como acontece com as outras regras do jogo, sua aplicação depende do conhecimento das práticas de arbitragem que se foram construindo ao longo da história deste esporte, numa espécie de "jurisprudência" que foi sendo incorporada na forma de aperfeiçoamento da regras.

## A regra do impedimento
Em linhas gerais, para que um jogador esteja impedido, três condições precisam ser satisfeitas simultaneamente:
- Ele precisa estar no campo de ataque; e
- Ele precisa estar em posição de impedimento; e
- Ele precisa interferir na jogada em curso.

### A posição de impedimento (ou fora de jogo)

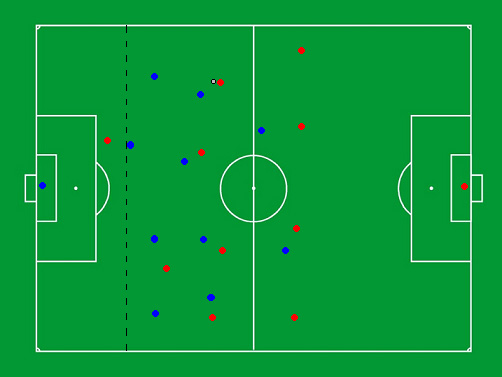
O atacante vermelho na esquerda do diagrama está impedido (fora de jogo) por estar mais próximo da linha de fundo que o penúltimo defensor (marcado pela linha pontilhada) e também da bola.

A posição de impedimento depende ela própria de cinco condições para se configurar.
Um jogador estará em posição de impedimento somente se:
- Condição 1: Um companheiro de sua própria equipe está tocando a bola enquanto executa um passe, uma cabeçada ou um chute a gol; e
- Condição 2: O referido passe não é uma cobrança de escanteio, um tiro de meta ou uma cobrança de lateral;
- Condição 3: O jogador está no campo de ataque; e
- Condição 4: O jogador está mais próximo da linha de fundo adversária do que a própria bola;
- Condição 5: Um ou nenhum adversário está mais próximo da linha de fundo adversária do que o jogador.

Para efeito da quinta condição, as partes do corpo que contam para determinar se alguém está ou não mais à frente são apenas aquelas usadas por jogadores de linha para tocar a bola - apenas braços e mãos não contam.
Como já foi dito, quando todas essas cinco condições acontecerem juntas, o auxiliar tem obrigação de sinalizar a posição de impedimento para o árbitro erguendo sua bandeira.

### Interferência na jogada
O simples fato de o jogador estar em posição de impedimento não implica a marcação automática da infração. O árbitro só deve apitar tiro livre indireto, paralisando o jogo, quando o jogador interferir ativamente com a jogada em curso porque uma das três condições abaixo se cumprir:
- Condição 1: O jogador participa ativamente da jogada - ao receber um passe ou tocar a bola, mesmo involuntariamente; ou
- Condição 2: O jogador obtém vantagem de sua posição - ao aproveitar um rebote direto do chute, ou
- Condição 3: O jogador atrapalha ativamente um adversário - porque obstrui sua visão, impede seus movimentos, ou o engana com uma finta de corpo, ou até mesmo deslocando a marcação .

Desde 2005, a FIFA determinou novos direcionamentos para a interpretação da lei do impedimento que foram testadas pela primeira vez na Copa das Confederações daquele ano. A nova recomendação, aprovada pela IFAB, visa definir de forma mais precisa os três casos. As novas decisões são as seguintes:
- Interferir com a jogada significa: jogar ou tocar a bola passada ou tocada por um companheiro de time.
- Atrapalhar ativamente um adversário significa: impedir um oponente de jogar ou bloquear claramente a linha de visão ou movimentos do oponente, ou ainda, fazer um gesto ou movimento que, na opinião do árbitro, irrite ou atrapalhe um oponente.
- Ganhar uma vantagem por estar em posição de impedimento significa: estando em posição irregular no momento do chute ou passe, aproveitar o rebote de bola que bate na trave, no travessão, ou que rebate diretamente de um oponente.

Além disso, a marcação do impedimento precisa observar a lei da vantagem: se o time favorecido pela marcação estiver claramente com a posse da bola - por exemplo, se o passe para o jogador em posição de impedimento foi parar nos pés do adversário - o juiz deixará o jogo seguir, preferencialmente.

### Punição para um impedimento assinalado
A punição para uma infração de impedimento é um tiro livre indireto para o time adversário, cobrada no ponto onde o jogador em posição irregular se encontrava (sendo assim considerado uma falta leve)

### Comentários
Consequências táticas das regras de impedimento
- Na maioria das vezes, o impedimento acontece quando o atacante recebe um passe à frente do último zagueiro, já que o goleiro costuma ser o adversário final
- Em jogadas de linhas de fundo ou quando a bola é tocada para trás, não há impedimento. O mesmo vale para quando um jogador do time adversário toca na bola, após um jogador do outro time efetua um passe, nesses casos, o impedimento é anulado
- Apesar do ângulo desfavorável, o escanteio quase sempre é cobrado em forma de cruzamento direto para se aproveitar as vantagens táticas resultantes da falta de impedimento.

Arbitragem
Para o reforço da aplicação da lei, o árbitro depende muito de seu assistente, que geralmente mantém sua posição de acordo com o penúltimo homem da defesa na maioria dos casos (técnicas de posicionamento exato são mais complexas).
A tarefa do assistente do árbitro em relação ao impedimento pode ser difícil, já que eles precisam acompanhar ataques e contra-ataques, considerar quais jogadores estão em posição de impedimento quando a bola é jogada (geralmente a partir do outro lado do campo), e então determinar se os jogadores posicionados em impedimento tornam-se envolvidos em jogada ativa. O risco de falso julgamento é aumentado pelo efeito de óptica, que ocorre quando a distância entre o jogador de ataque e o assistente é significativamente diferente da distância para o defensor, e o assistente não está diretamente em linha com o defensor. A dificuldade da arbitragem do impedimento é geralmente subestimada pelos espectadores.
Para ajudar o assistente na hora de marcar o impedimento, alguns estádios fazem um corte especial em seus gramados, deixando faixas claras e faixas escuras intercaladas. Assim, o impedimento pode ser detectado pela posição dos jogadores sobre essas faixas.
Linha de impedimento
A linha de impedimento é uma jogada ensaiada da defesa cujo objetivo é anular o ataque adversário ao colocar jogadores em posição de irregular no momento certo, um instante antes do passe. O primeiro técnico a usar a estratégia foi Notts County. Mais tarde, o técnico argentino Osvaldo Zubeldía também a adotou. Os atacantes costumam explorar o limite da posição de impedimento e pegar velocidade um instante antes do passe a fim de receber a bola em velocidade, de preferência na linha do penúltimo adversário, ou poucos centímetros antes. Nesse contexto, os zagueiros astutamente correm um pouco para frente para atrapalhar o oponente  e colocá-lo em posição irregular um pouco antes de o passe acontecer. A tática requer confiança na arbitragem e um ótimo timing da zaga. Por isso é considerada arriscada por muitos: se o impedimento não acontecer ou não for marcado, o atacante geralmente fica cara a cara com o goleiro, por esta razão, esta jogada é conhecida vulgarmente no Brasil pelo nome de Linha do Impedimento" ou "Tática do Impedimento". Alguns confundem com "Linha Burra", mas esta na verdade trata-se de os zagueiros se colocarem em linha, lado a lado (equidistantes da linha de fundo) sem cobertura de uns aos outros, o que facilita para o atacante que vencendo a um terá vencido a todos.
Ambiguidades
A regra de impedimento mudou ao longo do tempo e diversas práticas foram se consolidando na "jurisprudência" do futebol. Os limites do quanto um jogador em condição de impedimento pode interferir ou não com seus adversários às vezes é uma decisão sutil. Há casos em que ele interfere com o comportamento tático da defesa adversária simplesmente porque os zagueiros esperam que a posição irregular seja marcada, o que alguns consideram como sendo uma forma de atrapalhar os adversários. Apesar de hoje ser ponto pacífico que esse tipo de influência indireta é suficiente para caracterizar a infração, houve momentos de dúvida e consolidação do entendimento.
Um exemplo famoso aconteceu na partida entre Brasil e Holanda, nas quartas de final na copa de 1994. O atacante Romário estava em condição de impedimento e um passe foi direcionado para ele. O jogador caminhou com as mãos para trás sinalizando ostensivamente para o juiz Rodrigo Badilla que não estava envolvido na jogada. A defesa Holandesa parou, contando que a marcação do impedimento fosse acontecer. Nada se apitou, porém. Outro atacante brasileiro, Bebeto, percebeu a hesitação da zaga adversária e aproveitou o passe originalmente destinado a seu companheiro, marcando o segundo gol da partida, que comemoraria balançando os braços em homenagem a seu filho.

## História da lei
Nos primórdios do futebol, os jogadores não tinham as posições definidas. Sendo assim, alguns se plantavam ao lado das balizas a fim de fazer o gol fazendo com que a partida ficasse sem emoção, ao mesmo tempo em que deixava um vazio no campo. Por isso, foi necessária a adoção da lei do impedimento.
A lei do impedimento foi regulamentada no ano de 1863, quando foram feitos os primeiros regulamentos oficiais da história do futebol. A regra dessa época dizia que um atacante, para não estar em posição de impedimento, teria que ter, pelo menos quatro jogadores a sua frente. O intuito da regra era evitar que um, ou mais atacantes permaneçam em frente ao gol do adversário, esperando pela bola, sem participar ativamente da partida (tática popularmente chamada de "ficar na banheira"). Com essa nova lei, os times se obrigaram a adotar táticas relacionadas ao posicionamento dos jogadores em campo, visto que a partida não podia ser mais jogada de qualquer maneira. Alguns especialistas à época porém, consideravam o impedimento uma regra inútil que apenas atrapalharia o espetáculo do futebol, haja vista que, os zagueiros tem justamente a função de defender do adversário a sua própria área. Além de que, em jogos informais (peladas) não havia árbitros e não se aplicam todas as regras à risca, e o futebol fluía normalmente sem grandes problemas.
Em 1866, vem a primeira alteração: A quantidade de jogadores à frente do atacante passava de quatro para três. Em 1907, vem a segunda alteração na regra: A infração só poderia ser sinalizada se o jogador estiver na outra metade do campo. Em 1924, foi introduzido o conceito de impedimento passivo.
Mas a alteração que mudou a história do futebol veio em 1924, quando a quantidade de jogadores a frente do atacante diminuiu de três para dois. Essa alteração tinha o intuito de incrementar o dinamismo da partida, já que os técnicos deixavam um zagueiro adiantado e outro na sobra. Com isso, desafogou-se o meio-campo, já que provocar o impedimento com um só jogador ficou arriscado e a zaga foi recuada. Por conta disso, As partidas acabaram ficando mais movimentadas e a quantidade de gols aumentou vertiginosamente. Como exemplo, a temporada 1924/1925 da Football League registrou 4700 gols em 1848 partidas. A temporada seguinte (a primeira após a alteração na regra), para a mesma quantidade de partidas, foram marcados 6373 gols (aumento de 35,6%).
Em 1991 a regra sofreu outra grande mudança. Antes o jogador atacante que estivesse à mesma distância da linha de fundo adversária que seu penúltimo oponente estava em posição de impedimento; a partir da mudança da regra, ele só estaria em posição irregular se estivesse mais próximo da mesma marca.